# Atsushi Sugie
Atsushi Sugie (杉江 淳 Sugie Atsushi?) es un astrónomo japonés.

## Biografía
Trabajó en el Observatorio Astronómico Dynic llegando a descubrir 122 asteroides.
El asteroide (3957) Sugie está nombrado en su honor.

## Descubrimientos
El Minor Planet Center acredita a Atsushi Sugie como descubridor de 122 asteroides entre 1988 y 2000, todos ellos trabajando en solitario desde el Observatorio Astronómico Dynic